# Alvarenga (Arouca)
Pour les articles homonymes, voir Alvarenga.
Alvarenga est une paroisse civile portugaise (en portugais : freguesia) de la municipalité d'Arouca dans le district d'Aveiro.

## Géographie
Le territoire d'Alvarenga s'étend sur 38,77 km2 de superficie. Il est délimité à l'ouest et au sud par la rivière Paiva (en), qui sépare la paroisse du reste de la municipalité d'Arouca.

## Histoire
Jusqu'en 1886, Alvarenga forme une municipalité comprenant également les anciennes paroisses de Canelas et Janarde, situées de l'autre côté de la rivière Paiva.
Dans la première moitié du XXe siècle, son économie est marquée l'exploitation minière.

## Démographie
Lors du recensement de 2021, Alvarenga compte 1 057 habitants.